# 다니엘 헨들러

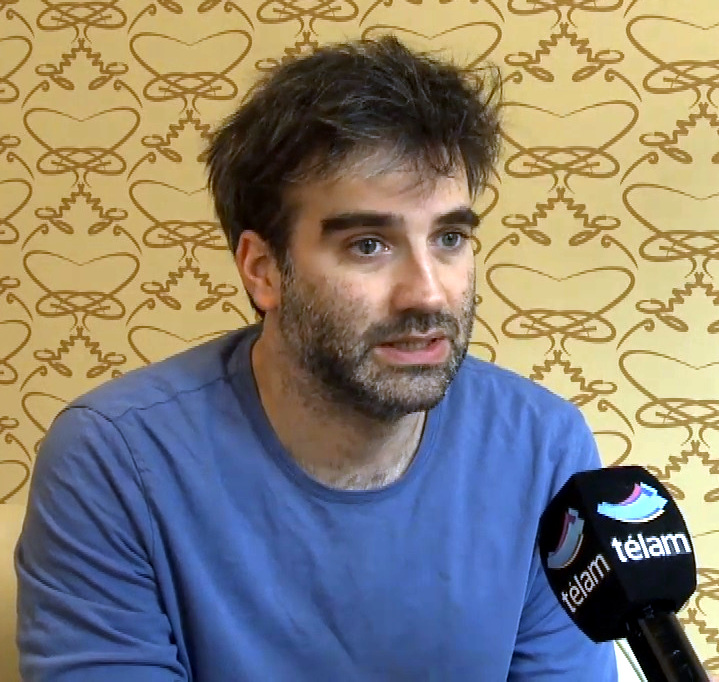

다니엘 헨들러(Daniel Hendler, 1976년 1월 3일 ~ )는 우루과이의 배우, 영화 감독, 화가, 각본가, 무대 연출가, 영화 프로듀서이다.
몬테비데오에서 태어났다.

## 영화
- 더 인트루더 (2020년) - 레오폴도 역
- 더 머니체인저 (2019년)
- 세베리나 (2017년)
- 더 캔디데이트 (2016년)
- 잃어버린 형제 (2016년)
- 마이 프렌드 프롬 더 파크 (2014년)
- 비노 파라 로바 (2013년)
- 마이 퍼스트 웨딩 (2011년)
- 7단계 (2010년)
- 노베르토스 데드라인 (2010년)
- 로스 파라노이코스 (2008년)
- 론다 (2008년)
- 스트레이 걸프렌드 (2007년)
- 개집 (2006년)
- 데렉초 드 파밀리아 (2006년)
- 퀸즈 (2005년)
- 위스키 (2004년)
- 잃어버린 포옹 (2004년)
- 더 보텀 오브 더 씨 (2003년)
- 잃어버린 개 (2002년)
- Perro perdido (2001년)
- 뒤에 달린 눈 (2001년)
- 25 와트 (2001년)
- 메시아를 기다리며 (2000년)